# Dactylopisthes
Dactylopisthes Simon, 1884 è un genere di ragni appartenente alla famiglia Linyphiidae.

## Distribuzione
Le 6 specie oggi attribuite a questo genere sono diffuse in varie zone dell'Europa, della Russia e dell'Asia centrale.

## Tassonomia
Considerato un sinonimo anteriore di Scytiella Georgescu, 1976, secondo la specie tipo Scytiella mirifica Georgescu, 1976, a seguito di un lavoro dell'aracnologo Eskov del 1991.
A maggio 2011, si compone di 6 specie:
- Dactylopisthes digiticeps (Simon, 1881)[3] — dall'Europa all'Afghanistan, Iran
- Dactylopisthes diphyus (Heimer, 1987) — Mongolia, Cina
- Dactylopisthes locketi (Tanasevitch, 1983) — Asia Centrale
- Dactylopisthes mirabilis (Tanasevitch, 1985) — Kirghizistan
- Dactylopisthes mirificus (Georgescu, 1976) — Romania, Russia, Ucraina
- Dactylopisthes video (Chamberlin & Ivie, 1947) — Russia, Mongolia, Alaska, Canada

### Specie trasferite
- Dactylopisthes procurvus Tanasevitch, 1987; trasferita al genere Caucasopisthes Tanasevitch, 1990, con la denominazione Caucasopisthes procurvus (Tanasevitch, 1987), a seguito di uno studio dello stesso descrittore del 1990.